# Quốc huy Argentina

Quốc huy Argentina

Quốc huy Argentina có hình bầu dục, huy trưng này vốn là tỉnh huy của tỉnh Liên hợp La Plata, năm 1813 đổi thành quốc huy Argentina.

## Mô tả
Quốc huy có hình elíp, được tạo ra từ hai nhánh nguyệt quế ôm lại. Nửa hình elíp phía trên màu xanh, nửa dưới hình elíp có màu trắng và có hai cánh tay bắt chặt nhau với một cây gậy, trên cây gậy có một chiếc mũ Frigia màu đỏ. Trên cùng của hình elíp là mặt trời đang ló rạng.

## Ý nghĩa
Nửa phía trên màu xanh da trời rọi chiếu bốn phương, gọi là mặt trời tháng 5, nó tượng trưng cho sức mạnh vĩ đại đấu tranh giành thắng lợi của nhân dân, tượng trưng cho chân lý, tôn nghiêm và phồn vinh, đồng thời cũng tượng trưng cho sự ra đời của một quốc gia mới.
Nửa dưới hình elíp màu trắng. Hai màu lam và trắng là màu quốc kỳ Argentina. Màu xanh da trời tượng trưng cho chính nghĩa, màu trắng tượng trưng cho niềm tin, sự thuần khiết, sự chính trực và cao thượng.
Giữa hình elíp có hai tay bắt chặt nhau, tượng trưng cho sự đoàn kết, trong tay là một cây gậy dài đứng thẳng, gọi là cây gậy tự do. Trên đầu gậy có chiếc mũ mềm màu đỏ hình nón rũ xuống. Cây gậy dài tượng trưng cho quyền lợi, pháp lệnh, tôn nghiêm và chủ quyền. Chiếc mũ đỏ Frigia, cũng gọi là chiếc mũ tự do.
Toàn bộ hình elíp được tạo bởi lá nguyệt quế màu lục, vòng ôm lá nguyệt quế tượng trưng cho thắng lợi và quang vinh, màu lục tượng trưng cho lòng trung thành và tình hữu nghị.